# スキップ現象
スキップ現象（スキップげんしょう、英語: Skip）とは、短波帯において、近距離と遠距離には電波が到達するが、逆に中距離では到達しにくくなる電波伝播の現象を指す。

## 概要
短波は電離層と地上に反射しながら伝播するので、他の波長帯と比較して、遠距離まで伝播する。また、近距離であれば直接波で到達する。しかし、中距離では、直接波では到達せず、かつ反射による到達も期待できない場所ができる。このことをスキップ現象、あるいは単にスキップという。
1920年代ごろまでは、さほど遠距離まで到達させる必要がなく、ある程度広い範囲をカバーしたければ、短波よりも長波や中波を使うほうがよい、とされていた。しかし、電波には波長が短いほど直進性が良くなるという特性があり、1950年代に入って半導体が電波通信の場に登場し、周波数を上げることがさほど難しくなくなってくると、超短波や極超短波がその地位を占めるようになった。

## 太陽活動との関係
スキップ現象の程度は、常に一定ではない。概ね11年の周期で繰り返される太陽活動により、電離層の状態も変化するので、その影響度は変化する。